# Здание гостиницы «Красный Владивосток»
Здание гостиницы «Красный Владивосток» — административное здание во Владивостоке. Построено в 1939 году. Авторы проекта — архитектор А. С. Муравьёв и художник-архитектор Ю. В. Щуко. Историческое здание по адресу Океанский проспект, 19 сегодня является объектом культурного наследия Российской Федерации.

## История
Здание проектировалось и строилось как гостиница Дальстроя, которая должна была получить название «Красный Владивосток». Однако гостиница в здании так и не разместилась. Сразу после окончания строительства его передали в распоряжение Тихоокеанского флота, и до 1961 года в нём размещались флотские учреждения. Позже строение было передано созданному во Владивостоке филиалу Московского института народного хозяйства им. В.Г. Плеханова. В 1968 году на базу филиала был создан Дальневосточный институт советской торговли — первый в Сибири и на Дальнем Востоке советский ВУЗ, ведущий подготовку специалистов для государственной торговли.    
В 1990-е годы здание перешло в ведение ТГЭУ и использовалось как учебный корпус. Позднее вошло в состав ДВФУ. С 2012 года здание пустовало. В 2016 году оно было передано в оперативное управление Приморской краевой прокуратуры на основании распоряжения территориального управления Федерального агентства по управлению госимуществом. В 2017 года здание выставили на продажу, но на аукцион не было подано ни одной заявки. В 2018 году было объявлено о планах по реставрации здания. 

## Архитектура
Здание поставлено на угловом участке со значительным перепадом рельефа, оно Г-образное в плане, имеет три основных этажа, аттиковый и постепенно сходящий на нет цокольный этажи. Фасады обоих крыльев решены в единых формах и объединены выступающим угловым объёмом в виде массивной башни. Угловая башня с большим входным объёмом и лоджией с арочным завершением доминирует в композиции. Членение фасадов, мощный руст цокольного и облегчённый первого этажей, равномерный ритм пиляст и парных балконов на двух верхних этажах, развитый карниз «с сухариками» напоминают характерные формы и приёмы классицизма, своеобразная трактовка которых придаёт зданию монументальность и выразительность.   